# Živa Janc
Živa Janc (* 21. Dezember 1986) ist eine ehemalige slowenische Naturbahnrodlerin. Sie startete bis 2006 im Weltcup, wo sie siebenmal unter die schnellsten 15 fuhr, sowie bei Welt- und Europameisterschaften, in den sie zweimal unter die besten 15 kam.

## Karriere
Nachdem Živa Janc bereits an der Junioreneuropameisterschaft 2001 in Tiers teilgenommen und mehrere Rennen im Interkontinentalcup bestritten hatte, startete sie am Ende der Saison 2001/2002 erstmals in einem Weltcuprennen und kam im slowenischen Železniki auf Platz 14. Während der nächsten zwei Jahre startete Janc weiterhin im Interkontinentalcup und kam zu keinen weiteren Weltcupeinsätzen, nahm aber an den Welt- und Europameisterschaften teil. Bei ihrem ersten Antreten bei der Weltmeisterschaft 2003 in Železniki platzierte sie sich unmittelbar vor ihrer Teamkollegin Mateja Kralj auf Rang 13 und erzielte damit gleich ihr bestes Ergebnis bei Titelkämpfen in der Allgemeinen Klasse. Im nächsten Jahr fuhr sie bei der Europameisterschaft 2004 in Hüttau auf Platz 17 und erzielte mit Rang zehn bei der Juniorenweltmeisterschaft 2004 in Kindberg ihr bestes Resultat in der Juniorenklasse.
In der Saison 2004/05 startete Živa Janc – als einzige Slowenin – wieder im Weltcup. Sie nahm an fünf der sechs Rennen teil, kam viermal unter die schnellsten 15 und erreichte als bestes Resultat einen zwölften Platz am 16. Januar in Oberperfuss, womit sie 13. im Gesamtweltcup wurde – lediglich einen Punkt hinter den beiden elftplatzierten Julija Wetlowa und Christa Gietl. Bei der Weltmeisterschaft 2005 in Latsch fuhr sie auf Platz 15 im Einsitzer und belegte zusammen mit Borut Kralj, Mario Gortnar und Jure Potočnik den neunten und zugleich vorletzten Platz im Mannschaftswettbewerb. Zu Beginn der Saison 2005/2006 nahm Živa Janc an weiteren zwei Weltcuprennen teil und wieder erreichte sie als bestes Resultat einen zwölften Platz, diesmal in Kindberg. Anschließend nahm Janc an der Europameisterschaft 2006 in Umhausen teil, wo sie den 16. Platz belegte. Ihren letzten internationalen Auftritt hatte sie bei der Juniorenweltmeisterschaft in Garmisch-Partenkirchen im Februar 2006, kam dort aber nur als Drittletzte ins Ziel. Danach beendete Živa Janc im Alter von 19 Jahren ihre Karriere.

## Sportliche Erfolge

### Weltmeisterschaften
- Železniki 2003: 13. Einsitzer
- Latsch 2005: 15. Einsitzer, 9. Mannschaft

### Europameisterschaften
- Hüttau 2004: 17. Einsitzer
- Umhausen 2006: 16. Einsitzer

### Juniorenweltmeisterschaften
- Kindberg 2004: 10. Einsitzer
- Garmisch-Partenkirchen 2006: 16. Einsitzer

### Junioreneuropameisterschaften
- Tiers 2001: 17. Einsitzer
- Kreuth 2003: 12. Einsitzer

### Weltcup
- Einmal unter den besten 15 im Gesamtweltcup
- Sieben Top-15-Platzierungen in Weltcuprennen